# FÉLIN

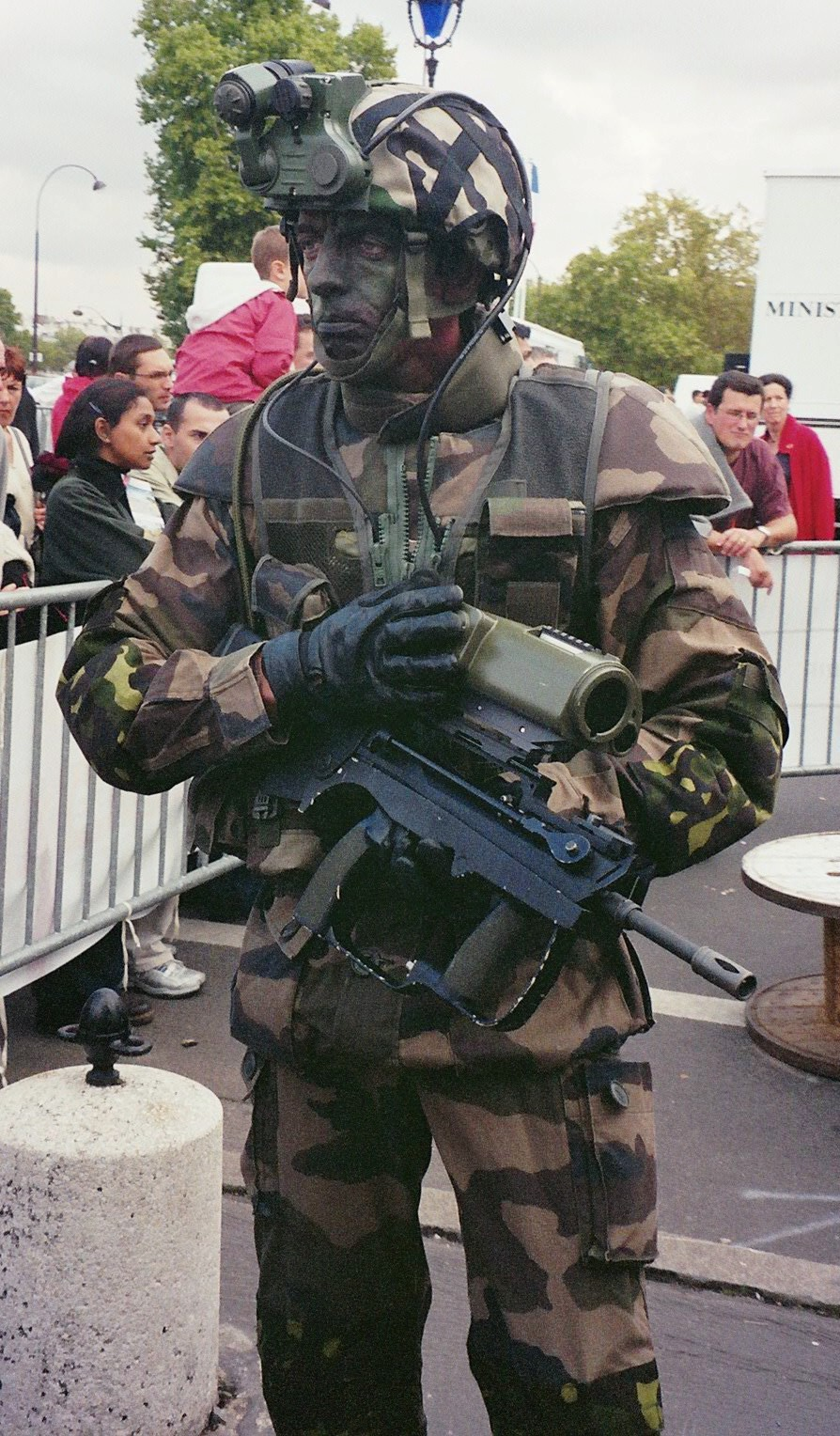
FELIN

FELIN (viết tắt của Fantassin à équipement et liaisons integrées trong tiếng Pháp) (Lính bộ binh tích hợp trang thiết bị và liên lạc) là tên của hệ thống trang thiết bị dành cho bộ binh Pháp trong tương lai. Tháng 3 năm 2004, Bộ Quốc phòng Pháp đã ký một hợp đồng với hãng SAGEM với tổng số 30.000 bộ thiết bị này với trị giá khoảng 800.000 Euro.
Hệ thống này được thiết kế dựa trên các tiêu chí hiệu quả về tiết kiệm năng lượng, khả năng hoạt động độc lập của người lính và phù hợp với công thái học (ergonomics) của cơ thể con người. Hệ thống thiết bị này bao gồm một súng trường tấn công FAMAS cải tiến, một máy tính mang trên người (wearable computer), với áo giáp chống đạn. Mũ bảo vệ loại SPECTRA (SPECTRA helmet) gắn các thiết bị liên lạc, thiết bị định vị thời gian thực và thiết bị khuếch đại ánh sáng cho quan sát ban đêm. Toàn bộ hệ thống này được cung cấp năng lượng bằng hai pin sạc Li-on do hãng Leclanché của Thụy Sĩ sản xuất.